# Huracán Eta
El Huracán Eta fue un poderoso huracán que se ubicaba sobre aguas del Mar Caribe  según el Centro Nacional de Huracanes (NHC por sus siglas en inglés) y su trayectoria pasó por el estado de Florida. Después de convertirse en el segundo huracán más fuerte registrado en noviembre y el segundo más fuerte de la Temporada de huracanes del Atlántico de 2020, superado por el huracán Iota. La vigésimo octava tormenta nombrada, el duodécimo huracán, el quinto huracán mayor y el segundo ciclón tropical más poderoso de la extremadamente activa temporada de huracanes del Atlántico de 2020, Eta se originó a partir de una vigorosa onda tropical en el este del Mar Caribe que se convirtió en una depresión tropical a finales de 31 de octubre. Temprano a la mañana siguiente, la depresión se convirtió en la tormenta tropical Eta, empatando el récord establecido en 2005 para la mayor cantidad de tormentas nombradas en una temporada. Más tarde ese día, Eta comenzó a intensificarse rápidamente, alcanzando el estado de huracán a principios del 2 de noviembre. Solo nueve horas después, Eta se intensificó hasta convertirse en un huracán mayor antes de alcanzar la fuerza de Categoría 4 solo tres horas después. Eta alcanzó un máximo de 150 mph (240 km/h) y 923 mbar (hPa; 27,26 inHg), ya que se desaceleró tremendamente frente a la costa de Nicaragua a principios del 3 de noviembre, convirtiéndolo en el segundo huracán más intenso registrado en noviembre, solo detrás del huracán Cuba de 1932. Luego, un ciclo de reemplazo de la pared del ojo hizo que la tormenta se debilitara un poco, pero se mantuvo en la categoría 4 cuando tocó tierra al sur de Puerto Cabezas, Nicaragua, ese mismo día. Eta se debilitó rápidamente a estado de tormenta tropical a principios del 4 de noviembre.
Los gobiernos de Honduras y Nicaragua emitieron alertas y advertencias de tormenta tropical y huracán durante todo el 1 de noviembre a medida que la tormenta se acercaba a la región, sin embargo, distraídos por el debate para no suspender la vigencia del feriado "Morazanico", el gobierno de Honduras no dio las alertas de huracán que afectaban el país, tal como lo indica el boletín 13 de advertencia de huracán emitido a las 4pm EST del 3 de noviembre de 2020 de la NOAA. No fue hasta las 8:48 de la noche del 3 de noviembre que el Sistema Nacional de Gestión de Riesgos (SINAGER) decidió cancelar el periodo de vacaciones y emitir orden de evacuación inmediata con tiempo límite de dos horas, pero la población desconocía sobre la habilitación de albergues y se quedaron en sus hogares.
También se instalaron refugios en El Salvador y Costa Rica, mientras que los funcionarios en Panamá advirtieron al público sobre los posibles impactos de las fuertes lluvias. Las fuertes lluvias generalizadas causadas por el lento movimiento de Eta provocaron inundaciones repentinas, deslizamientos de tierra y deslizamientos de tierra a gran parte de América Central, mientras que el viento catastrófico y los daños causados por marejadas ciclónicas ocurrieron cerca del punto de llegada a tierra en Nicaragua. Hasta el momento, se han confirmado doscientas muertes.

## Historia meteorológica

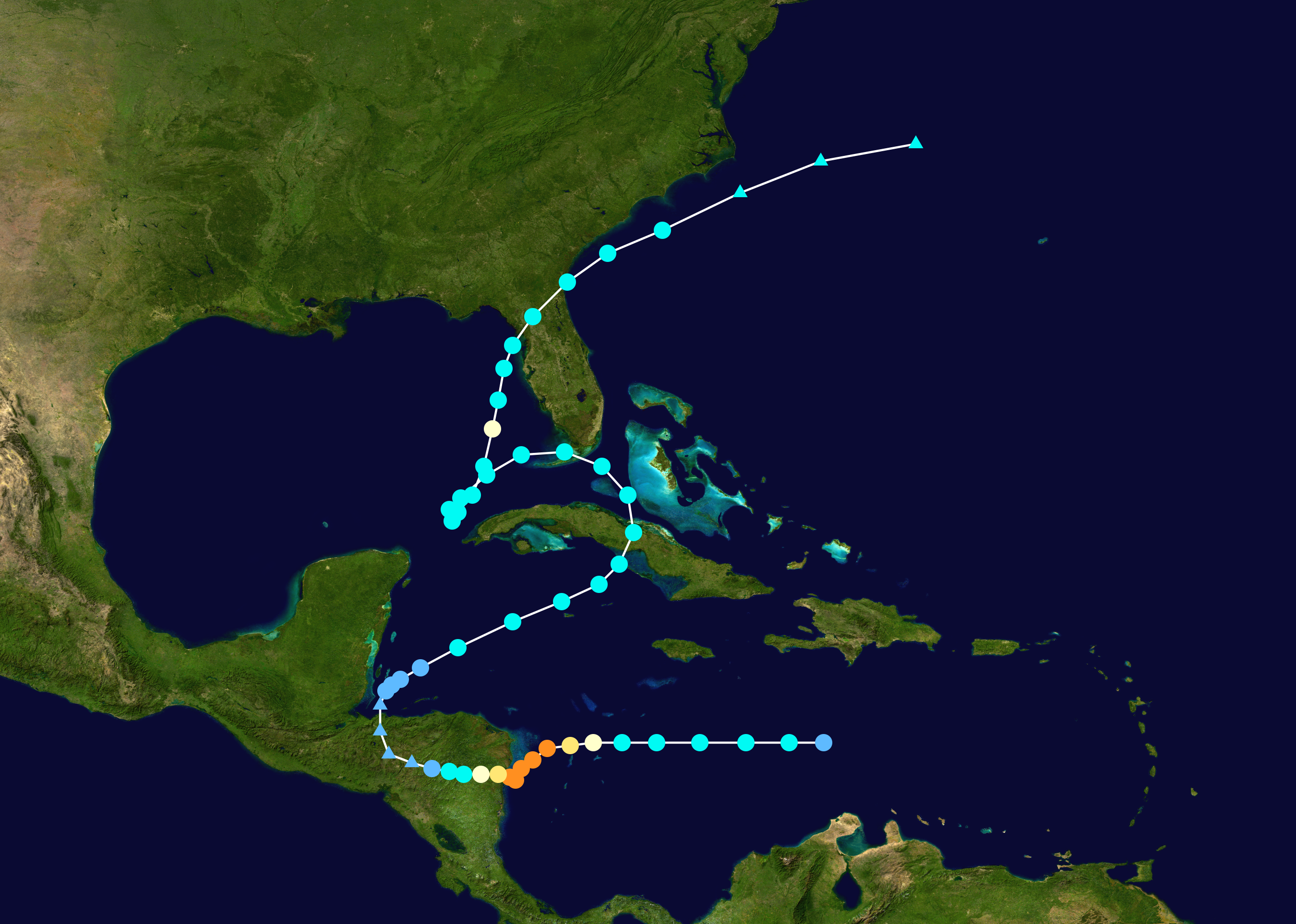
Trayectoria del Huracán Eta, Mapa que traza la trayectoria y la intensidad de la tormenta, según la escala Saffir-Simpson

. En 28 de octubre de 2020, el Centro Nacional de Huracanes (NHC) comenzó a monitorear el suroeste del Caribe para detectar el desarrollo esperado de una amplia zona de baja presión en los próximos días. A las 12:00 UTC del 29 de octubre, el área de enfoque cambió a dos ondas tropicales fusionadas que se movían hacia el Caribe Oriental y que se esperaba que ingresaran a la región. La perturbación se movió constantemente hacia el oeste hacia un entorno más favorable en los niveles superiores y aguas muy cálidas Esto le permitió organizarse mejor a partir del 31 de octubre, aunque hubo algunas dudas sobre si había formado una circulación de bajo nivel (LLC) bien definida. Sin embargo, a las 21:00 UTC de ese día, las imágenes de satélite y microondas confirmaron que se había formado una LLC y el NHC comenzó a emitir avisos sobre la depresión tropical veintinueve. Seis horas después, a las 03:00 UTC del 1 de noviembre, el sistema se intensificó en la tormenta tropical Eta. Continuando hacia el oeste en respuesta a una cresta de nivel bajo a medio que se extendía desde el Atlántico subtropical hacia el suroeste hasta Cuba y Las Bahamas, Eta se organizó lentamente a lo largo del día a medida que un nublado denso central (CDO) comenzó a formarse en la parte superior de su centro. Seis horas después, a las 03:00 UTC del 1 de noviembre, el sistema se intensificó en la tormenta tropical Eta.
La tormenta tropical Eta comenzó a intensificarse explosivamente, alcanzando el estado de huracán a las 09:00 UTC del 2 de noviembre. Solo seis horas después, la tormenta se fortaleció hasta convertirse en un huracán de categoría 2 de alto nivel cuando un pequeño ojo de alfiler se hizo evidente en las imágenes de satélite visibles. Luego, Eta alcanzó el estatus de Categoría 3 a las 18:00 UTC del 2 de noviembre antes de convertirse en un huracán de Categoría 4 tres horas más tarde y se observaron prolíficos rayos en la pared del ojo. En ese momento, Eta había comenzado a desacelerar y girar hacia el oeste-suroeste en respuesta a una cresta de nivel medio sobre el centro-sur de los Estados Unidos. A las 03:00 UTC del 3 de noviembre, un avión Hurricane Hunter encontró que el sistema aún se estaba intensificando rápidamente con vientos máximos sostenidos de 150 mph (240 km/h) y una presión de 927 mbar (hPa; 27,38 inHg) a medida que su velocidad de avance continuaba aumentando. disminuir. Eta alcanzó su presión más baja registrada de 923 mbar (hPa; 27,26 inHg) tres horas más tarde a las 06:00 UTC. Un ciclo de reemplazo de la pared del ojo hizo que la tormenta se debilitara poco después de la intensidad máxima, aunque completó el ciclo justo cuando tocó tierra a las 21:00 UTC al sur de Puerto Cabezas, Nicaragua, con vientos de 140 mph (225 km/h) y una presión de 940 mbar (hPa; 27,76 inHg)..
La interacción terrestre hizo que Eta se debilitara rápidamente a medida que se movía lentamente hacia el oeste después de tocar tierra con su ojo desapareciendo y su convección central debilitándose. Cayó por debajo del estado de huracán mayor solo tres horas después de tocar tierra a las 00:00 UTC del 4 de noviembre. Eta continuó perdiendo energía, debilitándose hasta convertirse en tormenta tropical a las 09:00 UTC del 4 de noviembre y en depresión tropical a las 00:00 UTC del 5 de noviembre.

## Preparaciones
A principios del 1 de noviembre, los gobiernos de Honduras y Nicaragua emitieron alertas de huracán para la costa noreste de Honduras desde Punta Patuca hasta la frontera Honduras-Nicaragua y la costa noreste de Nicaragua desde la frontera Honduras-Nicaragua hasta Puerto Cabezas, respectivamente.
Más tarde ese día, se emitió una advertencia de huracán desde la frontera entre Honduras y Nicaragua hasta Sandy Bay Sirpi, mientras que se emitió una advertencia de tormenta tropical para áreas desde Punta Patuca hasta la frontera entre Honduras y Nicaragua. También se emitió una alerta de tormenta tropical desde el oeste de Punta Patuca hacia el oeste hasta Punta Castilla ese mismo día.

### Nicaragua
Con la amenaza de 14 a 21 pies (4,3 a 6,4 m) de marejada ciclónica a lo largo de la costa, el 31 de octubre el presidente de Nicaragua, Daniel Ortega, emitió una alerta amarilla para los departamentos de Jinotega, Nueva Segovia y la Región Autónoma del Caribe Norte, que fueron actualizado a una alerta roja el 2 de noviembre. Se aconsejó a los habitantes de las comunidades costeras que evacuaran, ya que se entregaron suministros a Puerto Cabezas, entre ellos 88 toneladas de alimentos, sacos de dormir, kits de higiene y plástico, según el SINAPRED. La Armada de Nicaragua ayudó a evacuar a más de 3.000 familias de las islas costeras a Puerto Cabezas mientras los residentes de la ciudad esperaban en largas filas para acceder a los cajeros automáticos mientras corrían para conseguir suministros. Justo antes de la llegada de la tormenta, el Ejército de Nicaragua traslada tropas de cascos rojos a Puerto Cabezas para ayudar en los esfuerzos de búsqueda y rescate que ocurrirían debido a Eta. Más de 10,000 personas buscaron refugio en albergues en Puerto Cabezas y pueblos aledaños.

### Honduras
Se colocó alerta roja para los departamentos hondureños de Gracias a Dios, Colón, Atlántida, Islas de la Bahía y Olancho, mientras que se declaró alerta amarilla para Santa Bárbara, Francisco Morazán, Comayagua, El Paraíso, Yoro y Cortés. Se emitió una alerta verde para Copán, Ocotepeque, Lempira, Intibucá, La Paz, Valle y Choluteca. La Fuerza Aérea Hondureña preparó dos aviones para enviar 4.000 libras de alimentos a La Mosquitia, Gracias a Dios. La Policía Nacional de Honduras tuvo la tarea de avisar a los pasajeros sobre las carreteras bloqueadas por un deslizamiento de tierra o una inundación. Más de 20.000 libras de alimentos se almacenaron en las Oficinas de Gestión de Riesgos y Contingencias Nacionales en San Pedro Sula, antes de la tormenta. En respuesta al huracán Eta, con el fin de limitar los movimientos y proteger vidas humanas, el gobierno hondureño canceló el feriado nacional Morazanico la noche antes de la entrada del fenómeno .

### El Salvador
La Dirección de Protección Civil de El Salvador evacuó a residentes en Tecoluca luego de instalar 1.152 albergues en todo el país. La Comisión Portuaria Ejecutiva Autónoma consideró cerrar temporalmente el Aeropuerto Internacional de El Salvador por Eta. La Comisión Ejecutiva Hidroeléctrica del Río Lempa despejó tuberías para evitar inundaciones en comunidades a lo largo del río.

## Impacto

### Guatemala
El Huracán Eta tocó suelo guatemalteco el día jueves 5 de noviembre como depresión tropical, afectando Principalmente los Departamentos de Izabal, Chiquimula y Zacapa. Ocasionando deslaves y desbordamientos de Ríos.
Según comunicados del Gobierno Guatemalteco, para la noche del jueves se contabilizaban al menos 50 fallecidos, la mayoría de ellos en el Municipio de San Cristóbal Verapaz en el departamento de Alta Verapaz, donde un deslave soterro a al menos 25 personas.
Hacia las primeras horas del viernes, se hizo el mayor despliegue de Ayuda aérea en lugares donde anteriormente solo se encontraba el Ejército en apoyo terrestre.
Según el presidente del país, Alejandro Giammattei, al menos el 60% de la ciudad oriental de Puerto Barrios se inundó con otras 48 horas de lluvia previstas. Unas 100 viviendas resultaron dañadas por inundaciones y deslizamientos de tierra. Un puente que cruzaba el río Grande de Zacapa en Jocotán fue arrasado. Al menos 150 personas murieron en todo Guatemala, incluidas 100 personas que desaparecieron cuando 150 casas fueron enterradas bajo un deslizamiento de tierra en el pueblo de Queja cerca de San Cristóbal Verapaz en el centro del país.

### Nicaragua
A medida que Eta se acercaba a tocar tierra, sus poderosos vientos derribaron líneas eléctricas y árboles, causando inundaciones y daños en los techos de Puerto Cabezas. En la escuela Getsemani, donde se refugiaban 215 personas, los fuertes vientos de Eta arrancaron 10 láminas de metal del techo de la escuela. Nadie resultó herido o muerto por el incidente. Dos personas del municipio de Bonanza murieron luego de ser enterradas en un deslizamiento de tierra mientras trabajaban en una mina. El río Wawa que conecta Puerto Cabezas con el resto de Nicaragua se desbordó.

### Honduras
Eta tocó suelo hondureño al mismo tiempo que Nicaragua, pero entró totalmente como tormenta tropical el 4 de noviembre, aunque las lluvias comenzaron desde el día anterior. Las constantes lluvias causaron desbordamientos de ríos y deslizamientos de tierra. La Zona Norte fue la más afectada. El Valle de Sula sufrió el desbordamiento del río Ulúa y el río Chamelecón. Las ciudades de La Lima, Villanueva, Pimienta, y Chamelecón fueron destruidas por las inundaciones. En estas ciudades Se reportaron inundaciones que llegaban hasta los techos de las casas. El histórico Puente Ferroviario de Pimienta fue destruido por la crecida del río Ulúa.
Cinco puentes fueron destruidos en Honduras, incluido uno en La Ceiba, ya que decenas de pescadores quedaron varados frente a la costa este del país. En La Ceiba, las inundaciones se precipitaron por las calles, dejándolas intransitables y también provocaron que una estructura en un cementerio local desapareciera.
Un ferry que salía de Roatán fue sacudido por grandes olas y viento con 300 pasajeros a bordo, mientras intentaba llegar al puerto de La Ceiba. Nadie resultó herido o muerto en el ferry. También fueron destruidas 14 carreteras y 339 viviendas según la Comisión Permanente de Contingencia de Honduras.
Se contabilizaron en total 58 muertes, 8 desaparecidos, 2,082,885 afectados, 446 albergues de emergencia, y 44,915 personas albergadas.

### Costa Rica
Dos personas murieron en su casa después de que un derrumbe aplastara su vivienda. Este hecho se dio en el Cantón de Coto Brus, además el río Caño Seco destruyó la vía de acceso al cantón de Corredores, siendo la segunda vez que esto ocurre, la primera fue en 1988 debido al huracán Juana (Joan).[cita requerida]

### Panamá
El país entero fue azotado por los efectos colaterales del huracán, afectando principalmente las occidentales provincias de Chiriquí y Bocas del Toro, así como en la comarca Ngäbe-Buglé, con constantes lluvias y vientos moderados a fuertes. Entre las inundaciones y deslaves han causado alrededor de 19 muertos y unas 3332 personas afectadas más 12 personas no localizadas y daños millonarios entre carreteras y producción agrícola.

### Cuba
El 6 de noviembre, el Gobierno de Cuba emitió una alerta de tormenta tropical para las provincias de Camagüey, Ciego de Ávila, Sancti Spíritus, Villa Clara, Cienfuegos, Matanzas, La Habana, Pinar del Río e Isla de la Juventud. Las posibles condiciones de tormenta tropical en los próximos días. Actualmente según el informe más reciente del Centro Nacional de Huracanes (08/11/2020 a las 7 AM EST ) Eta se ubicaba sobre este-centro de Cuba alrededor de 60 millas (100 kilómetros) al suroeste de canagua y alrededor de 280 millas (450 k/m) al sur-sureste de Miami. Eta se está moviendo hacia el norte  - noroeste a una velocidad de 19 mph (19 km/h). Eta continuará moviéndose por el centro de Cuba en las próximas horas.

### México
Al menos 27 personas murieron debido a que las fuertes lluvias atribuidas a Eta provocaron deslizamientos de tierra y crecieron arroyos y ríos. Más de 80.000 personas se vieron afectadas en los estados mexicanos de Chiapas y Tabasco por las lluvias del huracán Eta y un frente frío. En el altiplano de Chiapas más de 2000 viviendas fueron destruidas. En San Cristóbal de las Casas muchos barrios fueron dañados por las crecidas de los ríos Amarillo y Fogótico. Un aumento de 1500 m3s − 1 en el caudal de la presa Peñitas ha impulsado planes de evacuación. En Tabasco, más de 10 ríos se han desbordado.

### Islas Caimán y Cuba
Eta rozó las Islas Caimán justo cuando se intensificó y se convirtió en una tormenta tropical, produciendo grandes impactos en las islas, siendo Gran Caimán el más afectado. La acción de las olas frente a la costa provocó inundaciones menores en las costas. También resultaron árboles caídos y ramas de árboles. Los cortes de energía se generalizaron en las islas con vientos con fuerza de tormenta tropical que causaron daños a las líneas eléctricas.
Eta llegó con fuertes lluvias en áreas que ya enfrentan ríos desbordados. Las zonas costeras de Cuba también se inundaron y unas 25.000 personas se vieron obligadas a evacuar.

### Estados Unidos

#### Florida

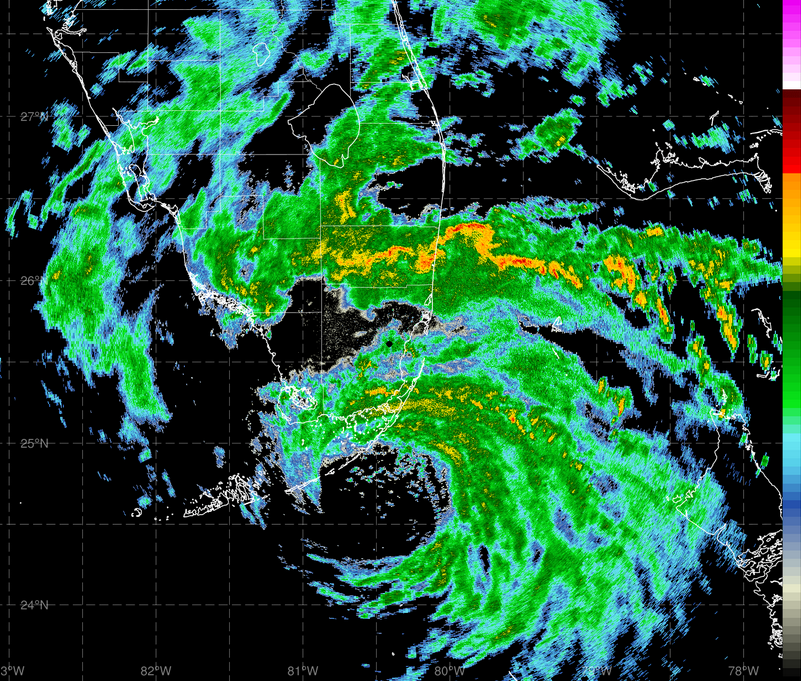
La tormenta tropical Eta toca tierra en los Cayos de Florida a principios de noviembre

Las bandas exteriores de Eta trajeron ráfagas con fuerza de tormenta tropical al sur de Florida a partir del 7 de noviembre. Se informó una ráfaga de viento máxima de 53 mph en estas bandas exteriores cerca de Dania Beach el 7 de noviembre. Florida Power & Light informó de poco más de 30.000 cortes de energía en el área metropolitana de Miami, incluidos casi 16.000 solo en el condado de Miami-Dade. En general, alrededor de 48.500 empresas y hogares perdieron electricidad en todo el sur de Florida. Las fuertes lluvias también afectaron la región, con un pico total de 15,79 pulgadas (401 mm) en Miramar, mientras que los pluviómetros en Davie, Hollywood, Pembroke Pines y Sunrise observaron más de 10 pulgadas (250 mm) de precipitación. Se produjeron inundaciones en las calles de los condados de Broward, el norte de Miami-Dade y Monroe. Una persona fue llevada al hospital en el sur de Florida luego de ser rescatada de caminos inundados
En Brickell, bombas de agua de lluvia instaladas recientemente para hacer frente a las inundaciones y las tormentas de las mareas ayudaron a limpiar el agua de la inundación de la lluvia y la marea alta. Uno de los sitios de prueba COVID-19 más grandes del estado, en el Hard Rock Stadium en Miami Gardens, se inundó.
El 11 de noviembre, un velero quedó alojado parcialmente debajo del Puente Matlacha, lo que provocó el cierre temporal del puente interrumpiendo así el transporte hacia y desde Pine Island. Alrededor de la misma área, otros dos barcos se hundieron debido al oleaje turbulento causado por la tormenta y un muelle en el Bridgewater Inn se alejó flotando. Un hombre murió en Bradenton Beach cuando fue electrocutado por un aparato en el agua estancada causado por la tormenta y un bombero resultó herido cuando intentaba acceder a la casa. Las inundaciones en el condado de Pinellas provocaron que 33 personas fueran rescatadas por la Oficina del Sheriff del condado de Pinellas de sus casas y carreteras y en Gulfport, cinco veleros quedaron sin anclajes y encallonaron o fueron empujados contra un malecón.

#### Las Carolinas y Virginia
La humedad de Eta combinada con un frente frío que se mueve hacia el este a través del este de los Estados Unidos, generó lluvias extremadamente fuertes en Virginia y las Carolinas. Al menos cinco personas murieron debido a las inundaciones en las Carolinas, incluido un niño, mientras que más de 33 personas fueron rescatadas en un campamento inundado. En Charlotte, Carolina del Norte, más de 140 personas fueron rescatadas de una escuela cuando el agua de la inundación alcanzó las ventanas del primer piso. En Raleigh, Carolina del Norte, ocurrieron múltiples accidentes automovilísticos debido a carreteras resbaladizas. Todos los carriles de la Interestatal 95 cerca de la ciudad se cerraron debido a las inundaciones. Más de 10 pulgadas (250 mm) de lluvia cayeron en algunas áreas de Carolina del Norte y del Sur.

## Consecuencias
Con los daños causados por el huracán Eta en toda América Central, la Federación Internacional de Sociedades de la Cruz Roja y de la Media Luna Roja (FICR) lanzó una "operación masiva en varios países". Se estima que 2,5 millones de personas se vieron directamente afectadas por la tormenta, incluidos 1,7 millones en Honduras. La agencia inició operaciones de socorro el 4 de noviembre en Nicaragua y pronto se expandió a las naciones vecinas. La Federación Internacional envió un avión y dos camiones que transportaban 98 toneladas de artículos de socorro desde Panamá a Honduras y Nicaragua antes del 10 de noviembre. Varias Unidades de Respuesta a Emergencias estacionadas en todo el mundo iban a ser enviadas a las áreas afectadas. Se hizo un llamamiento de emergencia por 20 millones de francos suizos (US $ 22 millones) para complementar las actividades locales de la Cruz Roja en Guatemala, Honduras y Nicaragua. Numerosas agencias coordinaron con la Federación Internacional para establecer refugios y brindar ayuda. La Cruz Roja estadounidense, suiza, noruega, española, italiana y alemana se posicionaron para ayudar en cualquier operación. Airbnb preparó su asociación Open Homes en Honduras y Nicaragua, proporcionando a los residentes alojamiento gratuito.

### Nicaragua
Los esfuerzos iniciales de socorro en Nicaragua se vieron obstaculizados por las extensas inundaciones y las lluvias persistentes. La Cruz Roja Nicaragüense coordinó la distribución de suministros con el gobierno de la nación. Al 8 de noviembre, 14.362 personas permanecían en refugios y necesitaban suministros de higiene. El Gobierno de Nicaragua entregó 88 toneladas de alimentos a la Región Autónoma de la Costa Caribe Norte, la zona más afectada.
Los gobiernos de Japón y España se comprometieron a donar artículos de socorro.

### Honduras
Con grandes daños en todo el país, la Secretaría de Infraestructura y Servicios Públicos de Honduras y el Instituto de Desarrollo Comunitario y Agua y Saneamiento dividieron las operaciones de socorro en tres zonas. El Gobierno de Honduras asignó US $ 2 millones en fondos y solicitó formalmente ayuda internacional el 5 de noviembre. Para el 7 de noviembre, más de 16.000 personas habían sido rescatadas y 65.912 permanecían aisladas en 64 comunidades. La Federación Internacional expresó su preocupación por un aumento en el trastorno de estrés postraumático, similar a lo que ocurrió después del huracán Mitch en 1998. El acceso al agua potable se vio significativamente interrumpido debido a la alta turbidez y los cortes de energía, aunque el 60% del servicio se restableció el 7 de noviembre.
Un miembro de Restoring Family Links fue enviado a Honduras para recibir asistencia administrativa.

### Guatemala
Con la asistencia de CONRED (Coordinadora Nacional para la Reducción de Desastres), el Gobierno de Guatemala centró los esfuerzos de ayuda en los departamentos de Izabal, Petén y Alta Verapaz. Para el 7 de noviembre, Taiwán y los Estados Unidos proporcionaron colectivamente US $ 320,000 en fondos a Guatemala para comprar alimentos y agua.

## Registros y distinciones
- El huracán Eta marca la primera vez que se utiliza la séptima letra del alfabeto griego como nombre de una tormenta tropical del Atlántico.

- Eta es la 28ª tormenta tropical o subtropical más temprana registrada en una temporada de huracanes en el Atlántico, superando la antigua marca del 30 de diciembre, establecida por la tormenta tropical Zeta en 2005 .

- La formación de Eta hizo que la temporada de huracanes del Atlántico 2020 fuera la más activa registrada junto con la temporada 2005 (que tuvo 27 tormentas con nombre y una tormenta subtropical sin nombre).

- Eta es solo el quinto huracán del Atlántico registrado en noviembre en alcanzar una fuerza de Categoría 4 o superior y el primero en hacerlo desde Paloma en 2008.

- Eta es la tormenta del alfabeto griego más fuerte jamás registrada, superando al huracán Delta de 2020.